# Giovanni Legrenzi

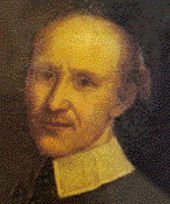
Anonym målning föreställande Giovanni Legrenzi.

Giovanni Legrenzi, döpt 12 augusti 1626, död 27 maj 1690 var en italiensk barocktonsättare av operor, vokal- och instrumentalmusik och organist.

## Biografi
Legrenzi var en av de mest berömda tonsättarna i Venedig och hade, som kapellmästare vid bland annat Marcuskyrkan, stort inflytande över barockmusikens utveckling i norra Italien.
Han skrev ett 20-tal operor och sex oratorier, men har främst fått historisk betydelse genom sina kyrko- och kammarsonater i kontrapunktisk stil. 

## Publicerade verk
- Concerti Musicali per uso di Chiesa. Op. 1 (Venedig, Alessandro Vincenti, 1654)
- Sonata a due, e tre. Op. 2 (Venedig, Francesco Magni, 1655)
- Harmonia d'affetti Devoti a due, tre, e quatro, voci. Op. 3 (Venedig, Alessandro Vincenti, 1655)
- Sonate dà Chiesa, e dà Camera, Correnti, Balletti, Alemane, Sarabande a tre, doi violini, e violone. Libro Secondo. Op. 4 (Venedig, Francesco Magni, 1656)
- Salmi a cinque, tre voci, e due violini. Op. 5 (Venedig, Francesco Magni, 1657)
- Sentimenti Devoti Espressi con le musica di due, e tre voci. Libro Secondo. Op. 6 (Venedig, Francesco Magni detto Gardano, 1660). En andra utgåva kom ut i Antwerpen 1665.
- Compiete con le Lettanie & Antifone Della B.V. a 5. voci. Op. 7 (Venedig, Francesco Magni detto Gardano, 1662)
- Sonate a due, tre, cinque, a sei stromenti. Libro 3. Op. 8 (Venedig, Francesco Magni, 1663)
- Sacri e Festivi Concerti. Messa e Salmi a due chori con stromenti a beneplacito. Op. 9 (Venedig, Francesco Magni Gardano, 1667)
- Acclamationi Divote a voce sola. Libro Primo. Op. 10 (Bologna, Giacomo Monti, 1670)
- La Cetra. Libro Quarto di Sonate a due tre e quattro stromenti. Op. 10 (Venedig, Francesco Magni Gardano, 1673, omtryckt 1682)
- Cantate, e Canzonette a voce sola. Op. 12 (Bologna, Giacomo Monti, 1676)
- Idee Armoniche Estese per due e tre voci. Op. 13 (Venedig, Francesco Magni detto Gardano, 1678)
- Echi di Riverenza di Cantate, e Canzoni. Libro Secondo. Op. 14 (Bologna, Giacomo Monti, 1678)
- Sacri Musicali Concerti a due, e tre voci. Libro Terzo. Op. 15 (Venedig, Gioseppe Salla, 1689)
- Balletti e Correnti a cinque stromenti, con il basso continuo per il cembalo. Libro Quinto Postumo. Op. 16 (Venedig, Giuseppe Sala, 1691)
- Motetti Sacri a voce sola con tre strumenti. Op. 17 (Venedig, Gioseppe Sala, 1692)

## Operor
- Nino, il giusto (1662)
- L'achille in Sciro (1663)
- Zenobia e Radamisto † (1665)
- Tiridate (1668)
- Eteocle e Polinice † (1674)
- La divisione del mondo † (1675)
- Adone in Cipro ‡ (1675)
- Germanico sul Reno † (1676)
- Totila † (1677)
- Il Creso ‡ (1681)
- Pausania (1681)
- Antioco il grande ‡ (1682)
- Lisimaco riamato da Alexandro ‡ (1682)
- Ottaviano Cesare Agusto (1682)
- I due Cesari ‡ (1682)
- Giustino † (1683)
- L'anarchia dell'imperio ‡ (1683)
- Publio Elio Pertinance ‡ (1684)
- Ifianassa e Melampo (1685)

† Bevarade partitur.
‡ Arior ur dessa operor har bevarats i en eller flera källor.

## Oratorier
- Oratorio del giuditio (1665)
- Oratorio della passione (1671)
- Sedecia † (1671)
- Il creation del mondo (1672)
- Sisara (1672)
- Moisè (1672)
- La vendita del cuor humano † (eller Il prezzo del cuor humano) ‡ (1673)
- La morte del cor penitente † (1673)
- San Giovanni Battista (1673)
- Adamo et Eva (1674)
- Gli sponsali d’Ester (1675)
- Decollatione di S. Giovanni (1678)
- Erodiade (lib. Neri) (1687)
- Erodiade (lib. Piccioli) (1687)

† Bevarade partitur.
‡ Huruvida La vendita del cuor humano är av Legrenzi eller Marc'Antonio Zianis Il cuore humano all'incanto återstår att utröna.